# Bill Buckner
William Joseph "Bill" Buckner (14 de dezembro de 1949 - 27 de maio de 2019), foi um jogador de beisebol que atuou na Major League Baseball. Buckner defendeu equipes como o  Los Angeles Dodgers, o Chicago Cubs e o Boston Red Sox duas vezes, time onde encerrou sua carreira.

## Carreira

### World Series de 1986
Na World Series de 1986 o Boston era favorito diante do New York Mets. No jogo seis da série o placar estava empatado e o jogo foi para as entradas extras. Buckner estava com um aproveitamente de cerca de 14% no bastão, mas sua equipe marcou duas corridas na parte alta da décima entrada e então o treinador John McNamara decidiu manter Bill em campo ao invés de substitui-lo como fizera nos jogos um, dois e cinco.
O Mets então conseguiu empatar o placar novamente, em seguida Mookie Wilson conseguiu uma rebatida rasteira em direção a primeira base. Buckner, no entanto, não conseguiu segurar a bolinha que vinha deslizando pelo chão e ela passou ao lado de sua mão com a luva, debaixo de suas pernas e continuou pelo campo direito. O erro permitiu que Ray Cavaleiro marcasse a corrida da vitória.
No jogo sete o Boston Red Sox chegou a estar vencendo por 3 a 0, mas não resistiu à pressão do rival e acabou perdendo a partida e o título.

## Morte
Buckner morreu em 27 de maio de 2019, após uma batalha contra a demência com corpos de Lewy.